# Eirene lactea
Eirene lactea is een hydroïdpoliep uit de familie Eirenidae. De poliep komt uit het geslacht Eirene. Eirene lactea werd in 1900 voor het eerst wetenschappelijk beschreven door Mayer. 